# ピーター・ペース
ピーター・ペース（Peter Pace、1945年11月5日 - ）は、アメリカ合衆国の海兵隊員。最終階級は海兵隊大将。第16代アメリカ統合参謀本部議長。
海兵隊出身者初の統合参謀本部議長としてイラク戦争の任にあたったが、民主党の中間選挙勝利に伴うイラク撤退圧力の強まりが原因で、2007年9月で議長を退任、退役した。

## 経歴
ニューヨーク・ブルックリン地区生まれ。両親は共にイタリア系。ニュージャージー州ティーネックで育つ。1967年6月、海軍兵学校卒業、海兵隊入隊。後にジョージ・ワシントン大学にてMBAを取得した。なお、前任のマイヤーズ前統合参謀本部議長も、オーバーン大学MBAである。また、ハーバード大学国家・国際安全保障上級行政官課程に学ぶ。1992年には、ジョージタウン大学のエドマンド・A・ウォルシュ外交大学院のリーダーシップ・セミナーを卒業している。以上、高学歴の目立つ軍人である。

### 統合参謀本部議長

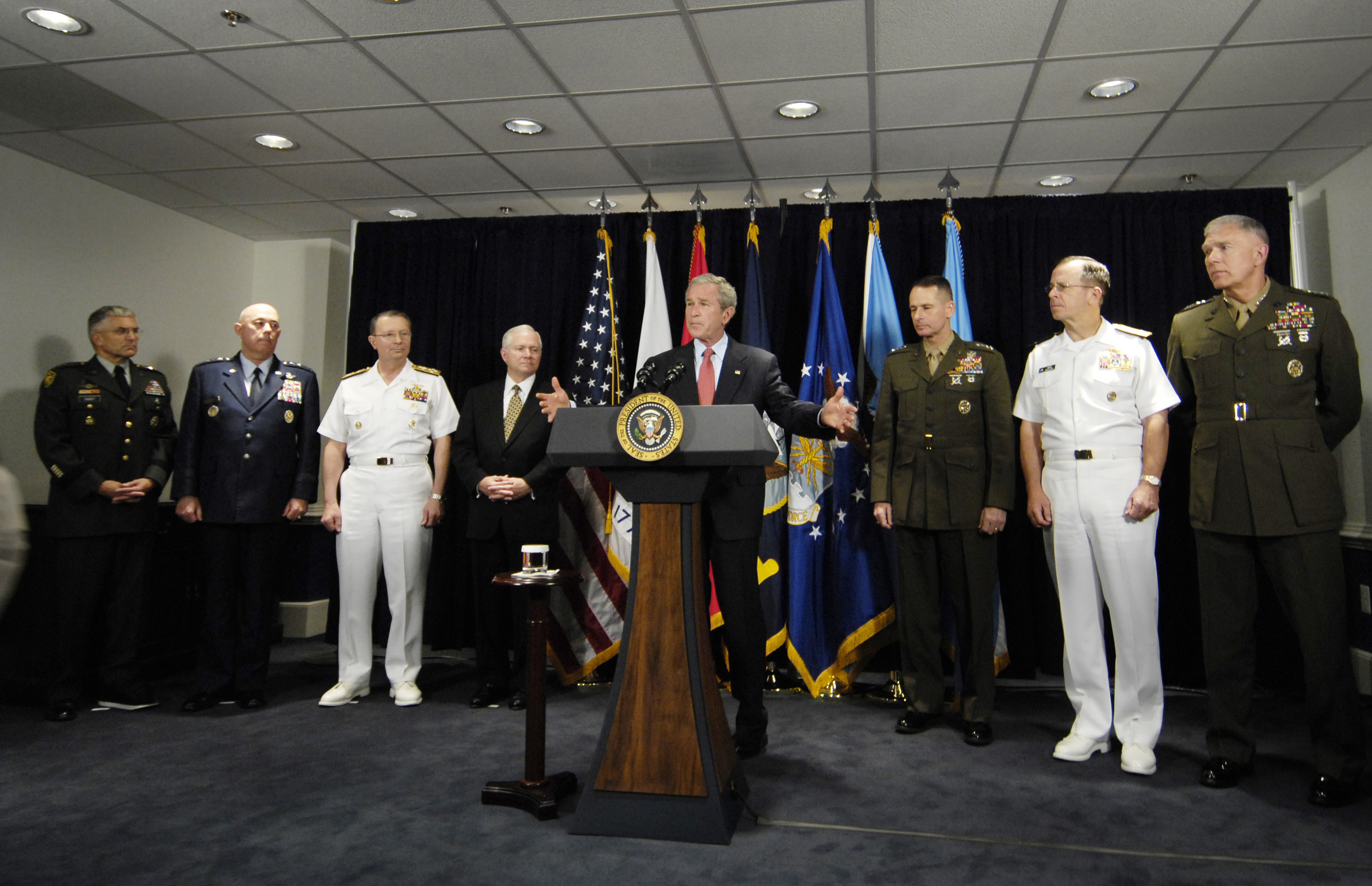
ジョージ・W・ブッシュ大統領と各軍の最高幹部たち（2007年5月）

海兵隊出身者として史上初めて、統合参謀本部議長に就任した。しかし、ドナルド・ラムズフェルド国防長官と意見の相違があり、統合参謀本部議長はイラクでの作戦に最後まで責任を持つべきだと主張する。また、ホワイトハウスから「イランがイラク国内の武装勢力に対して軍事物資を供給している」との報告に対しては懐疑的であるとした。これに関しては、イラン政府とイラク武装勢力の関与を示す報告書が急増した背景には何者かの（ホワイトハウス内や議会あるいは国務省など）意思があるとの考えを示し、これはイラクでの作戦に支障が起きる可能性に憂慮を示したためである。また、軍に関して、同性愛者の（特に男性の）入隊に関しては、それを第三者が認知しない限りは黙認するとの発言もあった。
2007年6月、当時のロバート・ゲーツ国防長官はペースの再任を断念することを表明、同年9月末での退任となった。近年の議長は2期4年務めるケースが多いため、1期での退任は比較的異例だったが、これはイラク情勢の混迷と国内の議会情勢を受けたものだった。前年の中間選挙では与党共和党が敗北していたが、副議長時代を含めて6年間イラク政策に関わってきたペースの再任を求めることで、議会での対立が激化することを避けたとされる。

### 退役後
かねてから、共和党からの政界進出が噂されていた1人であったが、次回の上院議員選挙において引退を表明している、共和党穏健派の重鎮：ジョン・ウォーナー前上院軍事委員会委員長（ヴァージニア州選出）の後任として出馬する予定であることが報道されている。本人は基本的に共和党支持者であるが、前述のゲイ黙認発言などの通り、穏健派である。また、ペース前議長が後を継ぐことになる予定のウォーナー上院議員も穏健派である。

## 人物
家族は、妻と息子ピーター・ジュニア、娘のティファニーがいる。息子のピーター・ジュニアは、海兵隊予備役に所属しており、現在の階級は大尉である。

## 階級
| 階級章 | 階級       | 年             |
| ------ | ---------- | -------------- |
|        | 海兵隊少尉 | 1967年~1969年  |
|        | 海兵隊中尉 | 1969年~1971年  |
|        | 海兵隊大尉 | 1971年~1977年  |
|        | 海兵隊少佐 | 1977年~ 1982年 |
|        | 海兵隊中佐 | 1982年~1988年  |
|        | 海兵隊大佐 | 1988年~1992年  |
|        | 海兵隊准将 | 1992年~1994年  |
|        | 海兵隊少将 | 1994年~1996年  |
|        | 海兵隊中将 | 1996年~2000年  |
|        | 海兵隊大将 | 2000年~2007年  |

## 勲章及び記章

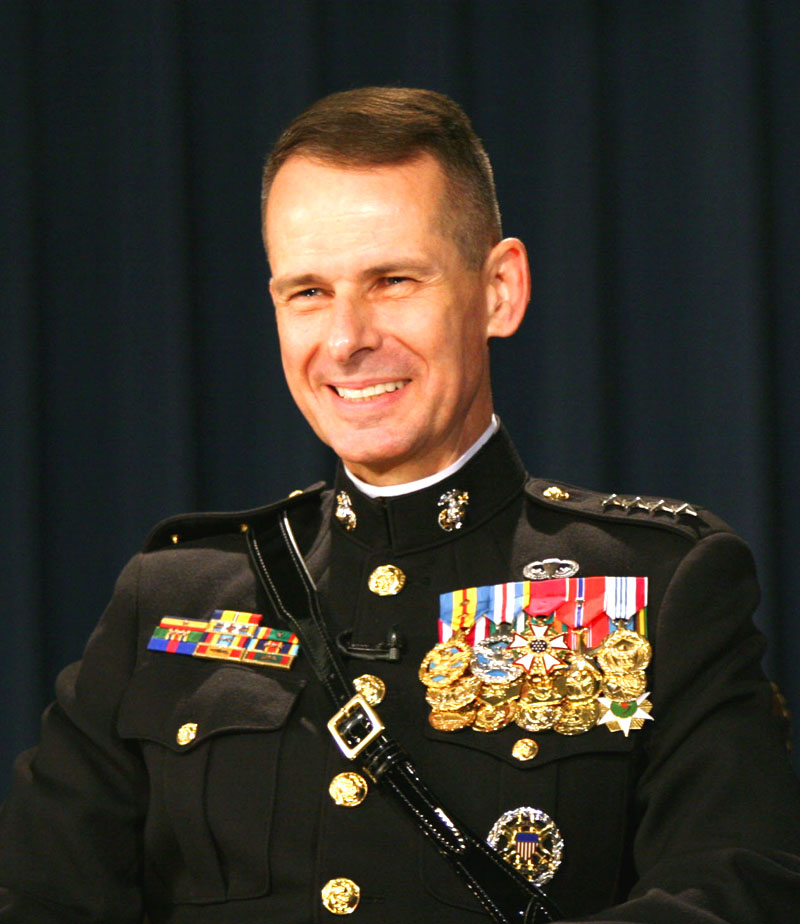
正装をしたペース大将

|                                                                             |                                         |                                                                             |                           |  |  |  |  |  |  |
| Bronze oak leaf cluster · Bronze oak leaf cluster · Bronze oak leaf cluster |                                         |                                                                             |                           |  |  |  |  |  |  |
|                                                                             |                                         |                                                                             | V                         |  |  |  |  |  |  |
|                                                                             | Gold star                               | V                                                                           | Gold star                 |  |  |  |  |  |  |
|                                                                             | Bronze star                             | Bronze oak leaf cluster · Bronze oak leaf cluster · Bronze oak leaf cluster | Bronze star               |  |  |  |  |  |  |
| Bronze star · Bronze star · Bronze star                                     |                                         | Bronze star · Bronze star                                                   | Bronze star · Bronze star |  |  |  |  |  |  |
| Silver star · Bronze star                                                   |                                         |                                                                             |                           |  |  |  |  |  |  |
| Bronze star · Bronze star                                                   | Bronze star · Bronze star · Bronze star |                                                                             |                           |  |  |  |  |  |  |
|                                                                             |                                         | Bronze star                                                                 |                           |  |  |  |  |  |  |
|                                                                             |                                         |                                                                             |                           |  |  |  |  |  |  |
|                                                                             |                                         |                                                                             |                           |  |  |  |  |  |  |

| Basic Parachutist Badge                                  |                                                 |                                       |                                          |                                                  |
| １列目                                                   | Defense Distinguished Service Medal             | Navy Distinguished Service Medal      | Army Distinguished Service Medal         | Air Force Distinguished Service Medal            |
| ２列目                                                   | Coast Guard Distinguished Service Medal         | Defense Superior Service Medal        | Legion of Merit                          | Bronze Star                                      |
| ３列目                                                   | Defense Meritorious Service Medal               | Meritorious Service Medal             | Navy and Marine Corps Commendation Medal | Navy and Marine Corps Achievement Medal          |
| ４列目                                                   | Combat Action Ribbon                            | Navy Presidential Unit Citation       | Joint Meritorious Unit Award             | Navy Unit Commendation                           |
| ５列目                                                   | Navy Meritorious Unit Commendation              | Presidential Medal of Freedom         | National Defense Service Medal           | Armed Forces Expeditionary Medal                 |
| ６列目                                                   | Vietnam Service Medal                           | Global War on Terrorism Service Medal | Korea Defense Service Medal              | Humanitarian Service Medal                       |
| ７列目                                                   | Sea Service Deployment Ribbon                   | Overseas Service Ribbon               | Marine Corps Recruiting Ribbon           | Order of National Security Merit,Tong-il Medal   |
| ８列目                                                   | Vietnam Gallantry Cross Unit Citation           | Vietnam Civil Actions Unit Citation   | United Nations Medal                     | Vietnam Campaign Medal                           |
| ９列目                                                   | 1st Class Order of the Rising Sun, Grand Cordon | Order of the Sacred Treasure          | Meritorious Service Cross                | Colombian Cross of the Colombian Order of Boyacá |
| Office of the Joint Chiefs of Staff Identification Badge |                                                 |                                       |                                          |                                                  |

- この他にも、優秀ライフル射手記章と優秀ピストル射手記章を受章している。

## 年譜
- 1968年：ヴァージニア州クオンティコ海兵隊基地の基本術科学校（The basic School）を修了、第1海兵師団第5海兵連隊第2海兵大隊に配属され、ベトナム戦争に従軍、初任務は小銃小隊長であり、後に大隊3係（作戦担当）になる。南ベトナム解放民族戦線によるテト攻勢中、ベトナムの古都ユエでの激しい市街戦を小銃小隊長として経験している。
- 1969年：3月、アメリカへ帰還し、ワシントンD.C.の海兵隊総司令部に勤務。この在任中に彼は、海兵隊研究所の所長を務め、その後はキャンプ・デービッド警備派遣隊長に上番。
- 1971年：海兵大尉に昇進。フォート・ベニング歩兵学校の幹部上級課程に入校。
- 1972年：第15海兵航空群、第1海兵航空ウィングにおいて作戦幕僚として勤務。
- 1973年：海兵隊総司令部に勤務。
- 1976年：第1海兵師団司令部、のちに第2海兵師団第5海兵連隊第2大隊の中隊長に上番。
- 1977年：海兵少佐に昇進。
- 1979年：海兵隊指揮幕僚学校に入校。
- 1980年：指揮幕僚課程修了後、ニューヨーク州バッファローの志願兵募集事務所に勤務。
- 1982年：海兵中佐に昇進。
- 1985年：国防大学校に入校。
- 1986年：在大韓民国の国連軍統合司令部に勤務。
- 1988年：帰国後、海兵隊大佐に昇進。
- 1991年：第2海兵師団に勤務。
- 1992年：同師団副師団長に上番、その後海兵准将に昇進。
- 1993年：10月、海兵統合部隊副隊長としてソマリアに派遣（1994年3月まで）
- 1994年：海兵少将に昇進、在日米軍参謀長に就任。
- 1996年：海兵中将に昇進、統合参謀本部の作戦部長に就任。
- 1997年：アメリカ欧州軍に勤務。
- 2000年：海兵隊大将に昇任、アメリカ南方軍司令官となる。
- 2002年：リチャード・マイヤーズ統合参謀本部議長のもとで、統合参謀本部副議長に就任。
- 2005年：統合参謀本部議長に就任。
- 2007年：統合参謀本部議長を退任、退役。